# Wikipedia en japonés

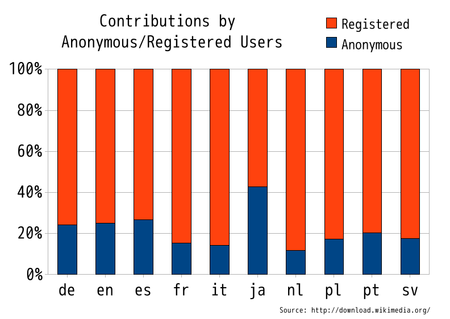
La Wikipedia en japonés, es la Wikipedia con más contribuciones anónimas de entre las diez mayores Wikipedias.

Wikipedia en japonés (ウィキペディア日本語版, Wikipedia Nihongo-ban) es la edición japonesa de Wikipedia, una enciclopedia libre y abierta. Esta edición es la decimotercera más grande después de las Wikipedia en inglés, cebuano, sueco, alemán, neerlandés, francés, ruso, italiano, español, samareño, polaco y vietnamita. Comenzó en marzo de 2001, y en mayo de 2016 dispone de 1 016 595 artículos. Tiene 344 731 usuarios, de los cuales 17 421 están activos. 
En marzo de 2001 se crearon tres nuevas Wikipedias: la alemana, la catalana, y la japonesa. La página original http://ja.wikipedia.com estaba escrita en rōmaji, puesto que el software no permitía caracteres japoneses.  
El primer artículo fue "Nihongo No Funimekusu" (aunque era incorrecto, probablemente quería decir onso taikei (fonología) y estaba escrito en rōmaji. 
El 1 de septiembre de 2002, el software fue actualizado a la "Fase III" y los artículos fueron trasladados a la nueva versión. Fue en este punto en el que se tradujo el software interfaz al japonés.
El 17 de diciembre de 2009, la Wikipedia en japonés es sobrepasada por la Wikipedia en italiano con poco más de 639 000 artículos, el 22 de marzo de 2011 es superada por la Wikipedia en español con poco más de 740 000 artículos, el 21 de septiembre de 2011 es superada por la Wikipedia en ruso con poco más de 769 000 artículos y el 21 de octubre por la Wikipedia en neerlandés con poco más de 773 000 artículos.

## Hitos
- 20 de mayo de 2002: creación.
- 12 de febrero de 2003: 1 000 artículos.
- 23 de marzo de 2003: 5 000 artículos.
- 15 de junio de 2003: 10 000 artículos.
- 26 de mayo de 2004: 50 000 artículos.
- 11 de febrero de 2005: 100 000 artículos.
- 9 de abril de 2006: 200 000 artículos.
- 15 de diciembre de 2006: 300 000 artículos.
- 10 de agosto de 2007: 400 000 artículos.
- 25 de junio de 2008: 500 000 artículos.
- 8 de julio de 2009: 600 000 artículos.
- 31 de agosto de 2010: 700 000 artículos.
- 3 de abril de 2012: 800 000 artículos.
- 14 de marzo de 2014: 900 000 artículos.
- 26 de enero de 2016: 1 000 000 de artículos.
- 23 de marzo de 2018: 1 100 000 artículos.
- 14 de abril de 2020: 1 200 000 artículos.
- 13 de noviembre de 2021: 1 300 000 artículos.
- 16 de enero de 2024: 1 400 000 artículos.